# 安塞姆·布雷吉特·弗雷迪·普拉塞蒂亚
安塞姆·布雷吉特·弗雷迪·普拉塞蒂亚（2006年7月31日—），印尼男子羽毛球運動員，隸屬圣贾鲁姆倶乐部成員 。2024年3月12日，世界青少年排名高居混雙第二位。

## 簡歷
2019年7月，安塞姆·布雷吉特·弗雷迪·普拉塞蒂亚与搭档Muhammad Firza Athallah P Sungkono出战大发雅达青年(U13,15,17)賽，在男双半決賽以1比2（21-18、15-21、14-21）不敌日本强档的Kazuhiro Koda／Shota Sekine。

## 主要比賽成績
只列出曾進入準決賽的國際賽事成績：
| 年份   | 賽事                     | 公開賽級別 | 項目     | 拍檔                     | 成績   |
| ------ | ------------------------ | ---------- | -------- | ------------------------ | ------ |
| 2023年 | 馬來西亞羽毛球國際系列賽 | 國際系列賽 | 男子雙打 | 普隆·拉马丹              | 準決賽 |
| 2023年 | 越南羽毛球國際系列賽     | 國際系列賽 | 混合雙打 | 伯纳丁·阿尼迪亚·瓦尔达纳 | 準決賽 |
| 2024年 | 亞洲青年羽毛球錦標賽     | 其他       | 混合團體 | －                       | 季軍   |

| 2018-2026年 | 總決賽 | 超級1000賽 | 超級750賽 | 超級500賽 | 超級300賽 | 超級100賽 | 國際挑戰賽 | 國際系列賽 | 未來系列賽 | 其他 |